# Skwer Zbigniewa Wodeckiego w Krakowie
Skwer Zbigniewa Wodeckiego – zielony skwer w Krakowie, fragment Plant pomiędzy ulicami św. Marka i Westerplatte, a Pomnikiem Michała Bałuckiego.
Rada Miasta Krakowa postanowiła upamiętniać szczególnie zasłużone dla szeroko rozumianej kultury i dla miasta osoby, nadając skwerom Plant ich imiona.
Uchwałą podjętą na sesji Rady Miasta Krakowa w dniu 26 lutego 2020 roku wcześniej bezimienny obszar zieleni miejskiej otrzymał imię Zbigniewa Wodeckiego, polskiego piosenkarza, multiinstrumentalisty, kompozytora, aranżera, prezentera telewizyjnego i aktora.
Z wnioskiem o nazwanie skweru imieniem artysty wystąpiła Fundacja Zbigniewa Wodeckiego oraz jego spadkobiercy.
6 maja 2021 roku, w dniu urodzin Zbigniewa Wodeckiego, odbyła się oficjalna uroczystość otwarcia skweru przez Prezydenta Miasta Krakowa Jacka Majchrowskiego.
Skwer znajduje się na obszarze z listy światowego dziedzictwa UNESCO oraz wpisanym do rejestru zabytków.